# Cerro de los Siete Colores
Der Cerro de los Siete Colores ist ein Berg in Purmamarca, im Nordwesten Argentiniens. Berg und Ort liegen im Departamento Tumbaya in der Provinz Jujuy. Der Berg liegt am Westrand von Purmamarca und hat eine Höhe von rund 2460 Metern.
Die verschiedenen Farbschattierungen entstehen durch das Vorkommen verschiedener Minerale in den Gesteinen. Der Berg ist mit seiner Farbenvielfalt typisch für die pastellfarbene, weitestgehend vegetationslose Bergwelt der Puna.